# Ansonia penangensis
Espèce
Statut de conservation UICN

 LC  : Préoccupation mineure
Ansonia penangensis est une espèce d'amphibiens de la famille des Bufonidae.

## Répartition
Cette espèce est endémique de l'île de Penang au Penang en Malaisie.

## Taxinomie
Cette espèce a été redécouverte par Quah, Grismer, Muin et Anuar en 2011

## Étymologie
Son nom d'espèce, composé de penang et du suffixe latin -ensis, « qui vit dans, qui habite », lui a été donné en référence au lieu de sa découverte.

## Publication originale
- Stoliczka, 1870 : Observations on some Indian and Malayan Amphibia and Reptilia. Proceedings of the Asiatic Society of Bengal, vol. 1870, p. 103-109 (texte intégral).